# Enquadernadora
Una enquadernadora és una màquina d'oficina que s'utilitza per enquadernar pàgines i produir un llibre, carpeta o document. Aquest mètode utilitza espirals, de plàstic o de filferro o bé canonets de plàstic.

## Tipus d'enquadernació
- Espiral: Fàcil i còmode de fer servir. Permet girar els fulls 360 graus. Les espirals es fabriquen de metall i plàstic.[1]
- Doble espiral de filferro: més difícil de manejar però amb un acabat més professional. És molt utilitzat per enquadernar agendes i calendaris.[2]
- Canonet de plàstic: per subjectar els fulls consta d'unes anelles de plàstic que alhora, estan unides a un llom amb forma de canonet.[3]

## Procés d'enquadernació
Per enquadernar un document, primer es perforen els orificis al paper amb una perforadora especialitzada. Després es perforen les pàgines en tacs de 10 a 20 segons la capacitat de la màquina que es faci servir. Si es vol incorporar tapes, portada i contraportada, cal perforar-les també. Per a treballs de moltes fulles o quadernets, és possible fer servir una màquina elèctrica de perforació.
Després l'usuari escull la mida de les espirals, filferros o canonets adequats per a la quantitat de fulls del document i la mida dels fulls. Les mides estàndard van des de 4,8 mm (per a 16 pàgines de paper 20#) fins a 51 mm (per a 425 pàgines). Les longituds dels argils generalment són 280 mm per a les fulles de mida DIN-A4.
Si s'utilitzen espirals s'insereix pel primer forat i es gira perquè es vagi enrotllant i subjectant les fulles. Aquest procés es pot fer de forma manual o amb un corró inseridor elèctric.
En el cas del argil metàl·lic es distribueix obert. S'insereix directament a les fulles i després es tanca amb una màquina especial.
Els canonets plàstics també s'insereixen, encara que de forma manual. S'obren els argiles i s'insereixen les fulles als argils, després es deixa anar la vora plàstica dels argils, això permet un sistema de tancament que permet reobrir-lo si és necessari per afegir o treure fulles.
|                                        |                                                    |
| Màquina que obre els argiles           | Paper ja perforat amb argiles inserides als forats |
|                                        |                                                    |
| Els anells es tanquen prenent el paper | Llibre acabat                                      |

## Comparació amb altres mètodes d'enquadernació mitjançant orificis
Si bé aquest mètode permet obrir un llibre de manera que les tapes quedin planes, no és possible obrir-les 360 graus. Si es vol produir un llibre o carpeta que es pugui obrir de manera que les tapes es toquin entre si, es recomana utilitzar un sistema que no tingui un element que obstrueixi la tasca, com ara recorrent a l'enquadernació en espiral .